# الخزافين
الخزافين إحدى قرى مركز رفح التابع لمحافظة شمال سيناء بجمهورية مصر العربية.